# Rozlišovací schopnost
Rozlišovací schopnost je dána minimální vzdáleností dvou ještě rozlišitelných bodů.

## Mikroskop
V případě optického mikroskopu ji lze teoreticky odvodit spojením Rayleighova kritéria s teorií difrakce na kruhovém otvoru
{\displaystyle X_{\text{min}}=0{,}61{\frac {\lambda }{n\sin \theta }}{\text{,}}}
kde {\displaystyle \lambda } je vlnová délka světla ve vakuu, {\displaystyle n} index lomu prostředí před objektivem a {\displaystyle \theta } je polovina vrcholového úhlu kužele paprsků vstupujících do objektivu z předmětové strany (jeho poloviční úhlová apertura).

## Dalekohled
V případě dalekohledu (nebo i lidského oka) je rozlišovací schopnost daná minimálním úhlem ({\displaystyle \theta }), který musejí svírat dva body, abychom je od sebe rozlišili. Spočítá se takto:
{\displaystyle \theta =1{,}22{\frac {\lambda }{D}}\,,}
kde {\displaystyle D} je průměr apertury (předpokládá se kruhový vstupní otvor) a {\displaystyle \lambda } je vlnová délka, na které pozorujeme. V tomto případě vyjde {\displaystyle \theta } v radiánech.
Např.: Rozlišovací schopnost lidského oka s rozevřením zornice {\displaystyle D=6\,{\rm {mm}}} (tj. za tmy) je {\displaystyle \theta \approx 1{,}1\times 10^{-4}\,{\rm {rad}}\approx 0{,}4^{\prime }} (takže asi půl úhlové minuty). Přičemž předpokládáme, že lidské oko je nejcitlivější na vlnové délce {\displaystyle \lambda =550\,{\rm {nm}}}.